# L'ocell de la revolta
L'Ocell de la Revolta (en anglès Mockingjay), és el tercer i últim llibre de la trilogia Els Jocs de la Fam, escrit per Suzanne Collins. Als Estats Units va sortir a la venda el 2010, l'edició catalana és del mateix any.
Després d'Els jocs de la fam el 2008 i En flames el 2009, aquest llibre continua amb la història de Katniss Everdeen, on es compromet a liderar la rebel·lió convertint-se en l'"ocell de la revolta", i lluitar contra el Capitoli al país futurista de Panem. La sèrie va ser inspirada en el mite grec de Teseu i el Minotaure i en els jocs dels gladiadors romans. Els crítics han assenyalat que aborda temes com la lleialtat, la guerra i la pobresa, a més de qüestionar la realitat.
La novel·la i l'audiollibre van ser publicats el 24 d'agost de 2010, mentre que el llibre electrònic va ser publicat sis dies abans, el 18 d'agost. De L'ocell de la revolta se'n van vendre 450 000 exemplars la primera setmana de publicació, superant les expectatives de Scholastic. Va rebre una reacció positiva per part dels crítics en general. Se n'han venut més de 18 milions d'exemplars només als Estats Units.
Aquesta tercera part se centra en el desenvolupament de la guerra dels rebels contra el Capitoli, i en el paper que la Katniss, com a Muntagarlaire cara de la revolta, hi té. El triangle amorós format per ella mateixa, en Peeta i en Gale segueix el seu curs, condicionat per la captura d'en Peeta pel Capitoli.
La seva adaptació cinematogràfica es va dividir en dos parts.

## Inspiració i publicació de la història

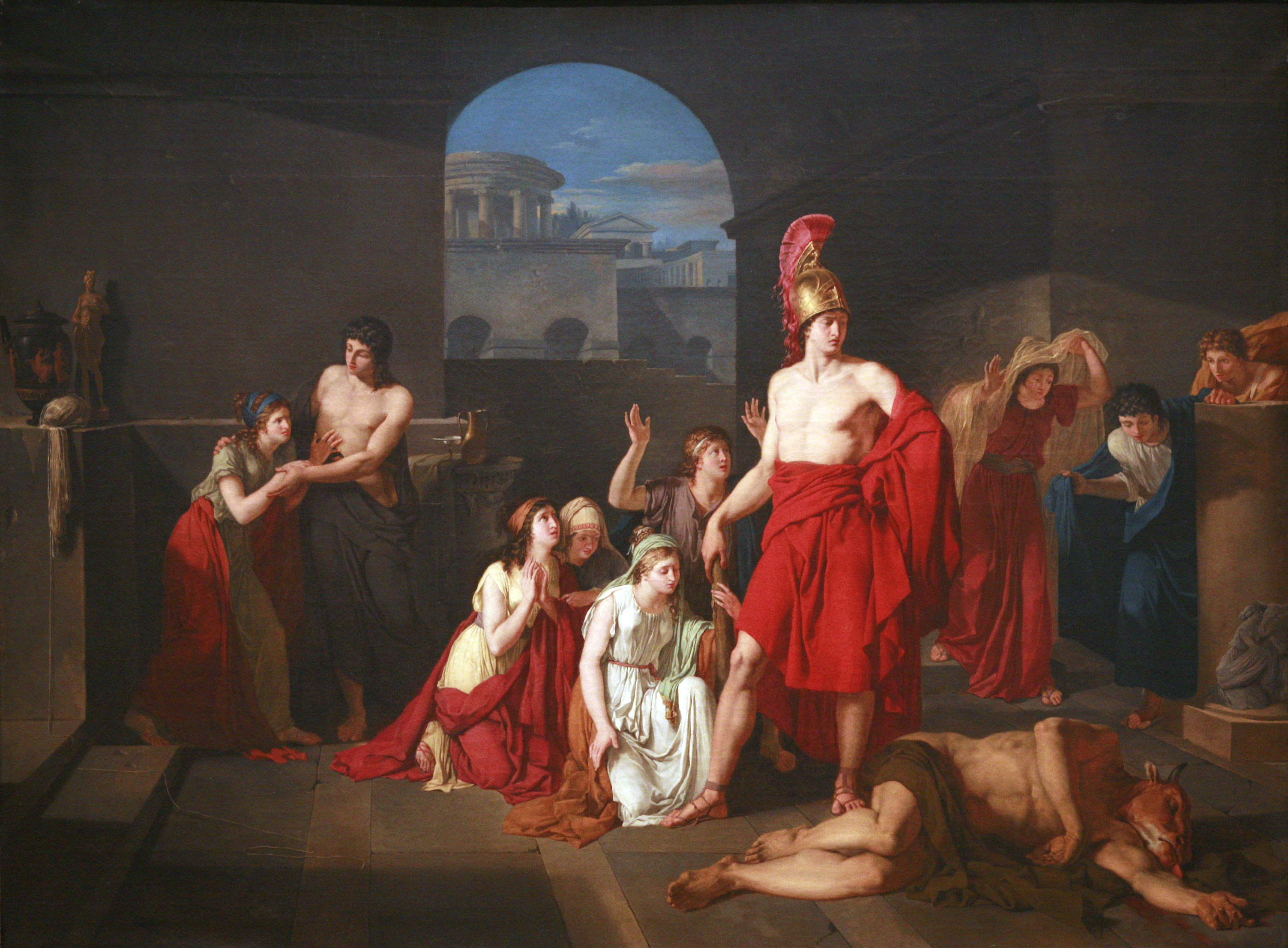
El mite de Teseu i el Minotaure va ser una de les inspiracions per a la trilogia. Thésée Vainqueur du Minotaure, obra de Charles-Édouard Chaise.

Collins ha dit que la principal inspiració per a la sèrie va arribar del mite grec de Teseu i el Minotaure. Com a càstig pels problemes del passat, Atenes es va veure obligada a sacrificar periòdicament set joves i set donzelles a Creta, que eren després posats en el laberint on eren matats pel Minotaure. Després d'un temps, Teseu, fill del rei atenès, va decidir posar fi al Minotaure i al terror de Minos, de manera que es va oferir voluntari per anar amb el tercer grup de víctimes, i així mata el Minotaure i aconsegueix treure els seus companys del laberint. Collins ha dit que també hi ha moltes referències romanes a la nació fictícia de Panem. Ella descriu Els jocs de la fam com "una versió actualitzada dels jocs dels gladiadors romans, el que implica un govern cruel que obliga a la gent a lluitar fins a la mort com a entreteniment popular".
Collins també explica que el nom de Panem vé de la dita romà "Panem et circenses", que significa "pa i circ". Una altra font d'inspiració per a la sèrie va arribar en un moment en què Collins estava fent zapping en la seva televisor. En un canal hi havia diversos joves en un concurs de reality show, mentre que un altre mostrava als joves lluitant en una guerra real; Collins recorda que les dues imatges "es van barrejar d'una manera molt inquietant".
Igual que amb els llibres anteriors de la trilogia, L'ocell de la revolta conté 27 capítols, amb nou capítols en cadascuna de les tres parts. Aquesta estructura, que Collins havia utilitzat prèviament en la seva sèrie de The Underland Chronicles, ve del fons dramaturg de Collins. Aquests "tres actes" són l'estructura evident en la trilogia. Collins va dir: "sabia des del principi", que anava a escriure una trilogia tenint en compte les seves novel·les anteriors.
La informació sobre la coberta i el títol va ser revelat per Scholastic l'11 de febrer de 2010. La coberta segueix el tema ornitològic dels llibres anteriors. El títol de la novel·la, L'ocell de la revolta, ve dels ocells híbrids que figuren en la història de les novel·les, en aquest cas un encreuament de sinsonte i gaig, encara que en la novel·la s'explica que és l'encreuament de dues espècies alterades genèticament pel Capitoli i els anomenen 'muntagarlaires'). Publishers Weekly descriu a l'au com "els ocells híbrids que són un important símbol d'esperança i rebel·lió en tots els llibres". Collins compara Katniss amb un  ocell de la revolta pel fet que "mai hauria d'haver existit".

## Sinopsi

### Introducció a la trama
La trilogia es porta a terme al país post-apocalíptic de Panem, que ocupa el que abans va ser Amèrica del Nord. Panem és manejat pel Capitoli i està envoltat per 12 districtes que dirigeix el president Snow, un home autoritari i capaç de tot per tenir poder eternament. El districte 13 va ser destruït per bombes de foc, ja que aquest va voler desafiar el capitoli i armar una revolució, en la qual van fallar, però com aquest districte produïa armes nuclears al Capitoli no va voler tenir més enfrontaments i va preferir deixar-los viure sota terra si feien com si no existissin, però quan comença la veritable revolució tot canviarà, gràcies a la flama d'esperança que és Katniss Everdeen. A la primera novel·la, Els Jocs de la Fam, Katniss Everdeen, de setze anys s'ofereix voluntària per prendre el lloc de la seva germana Prim a Els Jocs de la fam, una competència en la qual es trien un noi i una noia de cada districte per lluitar entre si fins a la mort de tots menys un mentre tot es retransmet per la televisió en directe, un càstig infligit pel Capitoli. Quan en la septuagèsima-quarta edició dels jocs (jocs en què participa Katniss Everdeen) es diu que els dos tributs d'un mateix districte tenen permès viure, Katniss i el seu company, el tribut del Districte 12, Peeta Mellark, fingeixen amor per guanyar la simpatia dels espectadors, però intenten suïcidar-se amb unes baies verinoses que obliguen a canviar les regles i decideixen que només un pot sobreviure. Això va ser vist com un acte de rebel·lió contra el Capitoli. A En flames, Katniss i Peeta es veuen obligats a competir de nou en uns Jocs de la Fam especials d'aniversari que consisteix en el fet que els tributs seran escollits dels vencedors de les edicions passades. Però abans del Vassallatge dels Vint, Katniss i Peeta, van ser obligats a seguir amb el seu acte d'amor, planejant casar-se de manera pública, després d'una amenaça del president Snow. No obstant això, abans que s'acabin els jocs, els tributs que encara viuen, entre ells Katniss, són rescatats pels rebels que viuen al Districte 13, mentre que Peeta, al costat d'altres dos tributs, és portat al Capitoli. Gale Hawthorne, l'informa que el Districte 12 ha estat destruït, però ha aconseguit salvar la seva família.

### Resum
Tot comença quan Katniss Everdeen aconsegueix sortir del tercer "Vassallatge dels Vint", els setantè cinquens Jocs de la Fam. Ella comença amb un recorregut al districte 12, la seva antiga llar, el qual ha estat bombardejat pel Capitoli com a venjança per haver escapat de l'arena dels últims jocs, mentre Peeta Mellark, el tribut masculí del districte 12, és capturat pel Capitoli. Katniss ha estat protegida i, en certa manera sotmesa pel districte 13, el qual tot Panem creia que havia estat destruït fa molts anys. El districte 13 està preparant un atac contra el Capitoli, liderats per la presidenta Àlma Coin, i necessiten una persona que animi els altres districtes a aixecar-se contra el Capitoli. Necessiten una imatge. Necessiten un símbol. Necessiten a Katniss, "L'ocell de la revolta".
Després del seu rescat pels rebels del districte 13, Katniss està convençuda a convertir-se en "L'ocell de la revolta": un símbol de la rebel·lió contra el Capitoli. Com a part d'un acord, s'exigeix que el líder del Districte 13, la presidenta Coin, atorgui immunitat a tots els vencedors dels Jocs de la Fam que van ser capturats pel Capitoli. També exigeix el dret a matar el president Snow per si mateixa. En un audaç rescat de Gale i altres rebels, Peeta, Annie i Johanna, prèviament capturats, són rescatats des del Capitoli. No obstant això, Peeta ha estat "segrestat", un mètode de tortura el qual consisteix a rentar-li el cervell amb verí d'un insecte mutat anomenat rastrevíspules, per creure que Katniss és l'enemic, i tracta de matar-la en la seva primera trobada a l'hospital del districte 13.
Els rebels, com Katniss, Gale i la comandant Paylor (districte 8), prenen el control dels districtes i, finalment, comencen un assalt en el propi Capitoli. No obstant això, un assalt a un barri "segur" del Capitoli va malament i Katniss i el seu equip han de fugir travessant llocs perillosos pel Capitoli amb la intenció de trobar i matar el president Snow. Molts membres de l'equip de Katniss són assassinats, incloent Finnick Odair i Boggs. Amb el temps, Katniss i Gale, al costat dels membres vius del seu equip, es troben dirigint-se cap a la mansió de Snow, que suposadament ha estat oberta per protegir els nens del Capitoli (però en realitat la intenció és proporcionar escuts humans per Snow). Després, uns paracaigudes cauen des d'un aerolliscador del Capitoli amb, almenys se suposava, aliment i medicina per als nens, però contenien bombes, i les bombes col·locades en els paquets dels paracaigudes maten molts d'aquests nens i un equip mèdic rebel, inclosa la germana de Katniss, Prim. La mort de Prim fa que Katniss es trobi psicològicament inestable.
El president Snow és jutjat i declarat culpable, però abans de la seva sentència, ell diu a Katniss que l'assalt final que va matar Prim va ser ordenat per la presidenta Coin, no pel Capitoli. Katniss s'adona que si això és cert la bomba utilitzada per Coin va ser dissenyada pel seu millor amic i un geni informàtic, Gale i Beetee (un vencedor de Jocs passats el qual és l'encarregat de fer armes per al districte 13), qui treballant junts al districte 13 van crear armament per atacar el Capitoli i a Snow, però Coin, qui vol prendre el poder, segons Snow, les fa servir per desestabilitzar Katniss i evitar així que ella sigui una oponent en el seu futur govern. Katniss s'adona que, encara que és conscient que Gale no va dissenyar la bomba per la seva germana, mai serà capaç de mirar a Gale de la mateixa manera, independentment de si estava o no directament involucrat en la mort de Prim. Katniss recorda la conversa amb el president Snow en el qual es va comprometre a no mentir-se mai l'un a l'altre, i per tant, es convenç que Snow no menteix i que probablement l'atemptat que havia matat la seva germana havia estat dirigit pel districte 13. Quan se suposa que es prepara per executar a Snow, s'adona que estava dient la veritat i mata la presidenta Coin en el seu lloc, clavant-li la fletxa que anava dirigida a Snow. Un enrenou sobrevé i Snow és trobat mort doncs, possiblement, es va ofegar amb la seva pròpia sang o va ser trepitjat per la multitud.
La comandant Paylor, una líder rebel del districte 8, es converteix en la nova presidenta de Panem després d'una votació d'emergència. Katniss és absolta per la seva aparent bogeria i torna a casa al districte 12, juntament amb altres que estan tractant de reconstruir el districte el qual es troba en cendres. Peeta torna poc després després d'haver recuperat gran part de la seva memòria. Finalment, Katniss admet que haver-se enamorat de Peeta era inevitable, ja que sempre ha representat per a ella la promesa d'un futur millor en comptes de la destrucció que ara s'associa amb Gale. Afirma que no necessita el foc i odi de Gale, perquè ja té el seu doncs ja en té prou amb el viscut i que necessita a la dent de lleó de color groc, que significa esperança i no destrucció, i que la vida pot seguir per dures que siguin les nostres pèrdues ... Haymitch, Peeta i Katniss creen un llibre ple de bons records i petits detalls i fotografies de personatges que van ser assassinats al llarg de la guerra, els quals no han de ser oblidats: Finnick, Boggs, Prim, Rue ...
En l'epíleg, Katniss parla com un adult, més de vint anys després. Katniss manté una relació amorosa amb Peeta i tenen dos fills. Un nen (el menor), d'ulls grisos (com Katniss) i cabell ros (com Peeta) i una nena (la major) de pèl fosc (com la Katniss) i ulls blaus (com Peeta). Els Jocs de la Fam han acabat, les arenes han estat destruïdes, i se'ls van construir monuments als tributs morts (guanyadors o perdedors), però ella tem el dia en què els seus fills aprenguin els detalls de la participació dels seus pares, tant en els Jocs com en la guerra. Peeta i Katniss de vegades tenen records i malsons de les experiències viscudes en els Jocs. Peeta té flashbacks. Quan se sent angoixada, Katniss es recorda a si mateixa de tot el bé en què està envoltada, de tots els que van morir perquè ells poguessin viure així; sol fer llistes mentals d'això, ella ho veu com un joc angoixant i repetitiu, però malgrat tot, es recorda a si mateixa que sempre pot haver jocs pitjors. La seva última frase del llibre i l'epíleg diu: "Tot i així, sé que hi ha jocs molt pitjors."

## Personatges

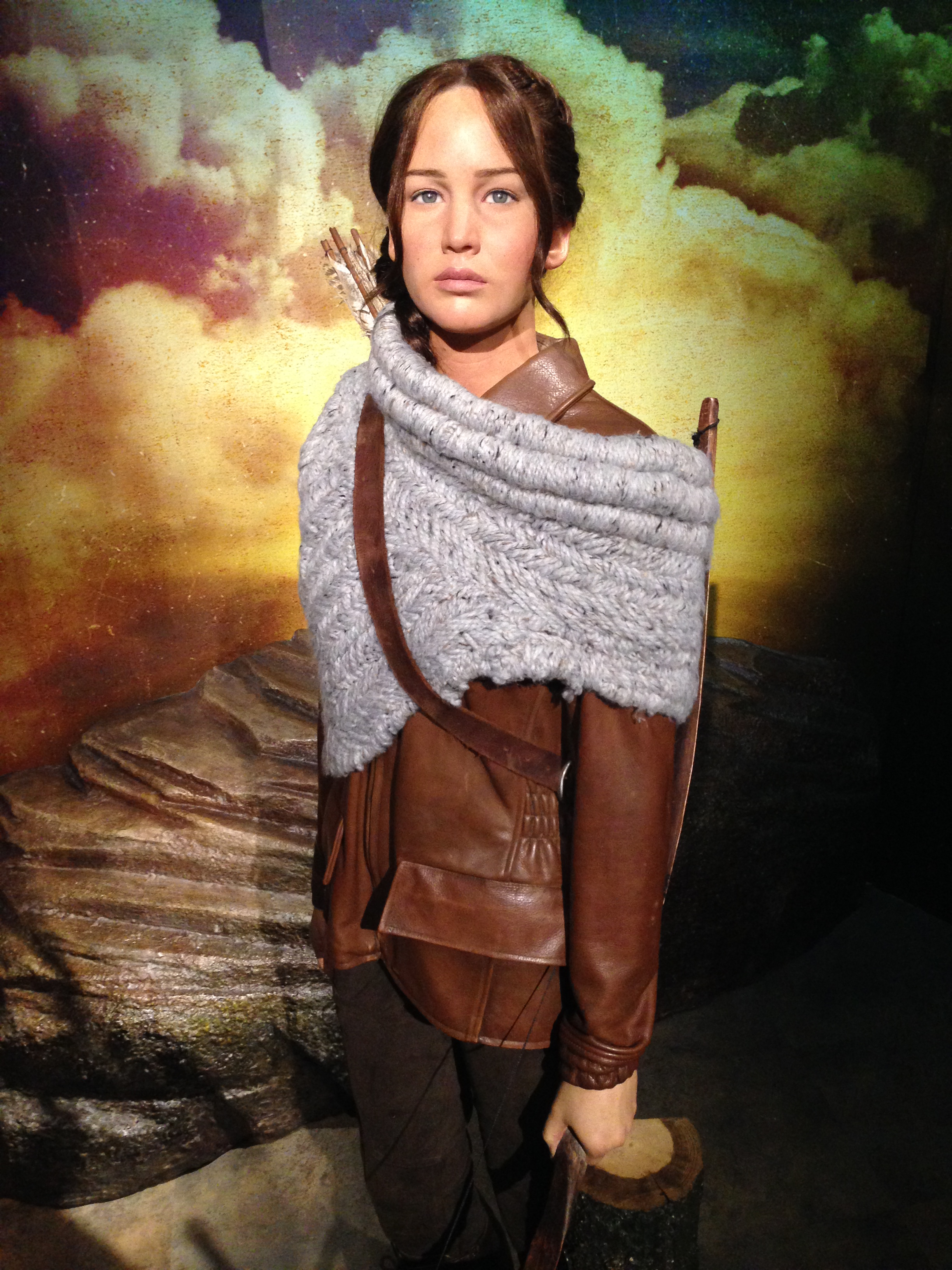
Jennifer Lawrence caracteritzada de Katniss Everdeen

- Katniss Everdeen: Katniss és la protagonista, després de guanyar els "Setanta quarts Jocs de la fam". Ella es va convertir en vencedora, i a partir de llavors, cada any aniria als jocs com a mentora. El capitoli li posa una dura prova on sola no podrà sobreviure i haurà de buscar aliats que l'ajudin a seguir amb vida al tercer vassallatge dels 25. Ja que competirà amb tributs vencedors d'altres edicions dels jocs, tot serà diferent perquè és un vassallatge, el capitoli no ha escatimat és despeses, un nou centre d'entrenament, habitacions i, per descomptat, una sorra molt especial, però aquest any s'enfrontaran a altres vencedors, els favorits del capitoli, audaços, astuts, hàbils i tots es coneixen, Katniss i Peeta són els de fora. Finalment, acaba sent la imatge de la revolta contra el Capitoli.

- Peeta Mellark: El tribut home del Districte 12, que ha estat secretament enamorat de Katniss des que eren nens. El seu amor per ella és evident en tota la sèrie. És fill del forner del Districte 12. És ros, d'ulls blaus i de gran compostura. En acabar el llibre en flames és "segrestat" pel Capitoli i li renten el cervell, modificant-li seus records més que res amb Katniss. Acaba sent la parella de Katniss, amb qui tenen dos fills.

- Gale Hawthorne: El millor amic de Katniss i el seu company de caça. Gale està totalment dedicat a Katniss, i poques vegades creua les fronteres per una relació romàntica en tota la sèrie, excepte les parts en què li fa un petó a Katniss (passa un parell de vegades en el segon llibre i algunes més en el tercer). Ell és dos anys més gran que ella, i va perdre al seu pare en la mateixa explosió de la mina que va matar el pare de Katniss. És alt i fort, d'aspecte semblant al de Katniss pel que arriben a pensar que són cosins. En l'últim llibre però, es distancia de Katniss.

- Haymitch Abernathy: El mentor i amic de Katniss i Peeta en els jocs. Ell va resultar guanyador del segon Vassallatge dels 25, era l'únic vencedor viu del Districte 12 abans que Katniss i Peeta guanyessin els 74s Jocs de la fam. Cal destacar que en el segon Vassallatge dels 25, van haver d'enviar el doble de tributs (2 femenins i 2 masculins per districte). Després de guanyar, el capitoli va ordenar matar la seva mare, el seu germà menor i a la seva novia, perquè van creure que la forma en què va guanyar no va ser del tot neta, ja que Haymitch va descobrir una arma del capitoli per usar-la a favor seu, un camp de força. Sempre dorm amb un ganivet a la mà. Durant la destrucció del Districte 12, reapareix durant la gravació del discurs de Katniss.

- Coriolà Snow: L'antagonista principal de la sèrie, el president Snow és el cap del Capitoli i de tots els districtes de Panem. Provocat pels dos tributs que sobreviuen en Els Jocs de la Fam, obliga a Peeta i Katniss a demostrar que la raó darrere de tot això era que estaven bojament enamorats. A l'últim llibre de la trilogia acaba mort, encara que no se sap del tot de quina manera.

## Temes
Les crítiques han assenyalat que hi ha molts temes en els llibres anteriors que també s'exploren en L'ocell de la revolta. Una crítica de The Baltimore Sun va destacar que "els temes de la sèrie inclouen les dificultats físiques, la lleialtat en circumstàncies extremes i que travessa un terreny moralment ambigu, que va continuar en una escala encara més gran". En el llibre, Katniss ha de fer front a la traïció i la violència contra les persones. Alhora, mentre ella estava simbòlicament emocionant milers de vides, també ha de conduir a les persones a la guerra. Finalment, Katniss s'adona que ni tan sols pot confiar en la presidenta Coin, líder del Districte 13.
En una entrevista a Collins, es va observar que els llibres "es toquen temes com la pobresa extrema, la fam, l'opressió i els efectes de la guerra, entre d'altres". Collins va dir que això era per la inspiració del seu pare, qui, en anar a la guerra del Vietnam, es va assegurar que els seus fills entenguessin les conseqüències i efectes de la guerra. Katie Rophie de The New York Times va escriure que "és la història adolescent perfecta amb una fúria exquisidament refinada contra el poder cruel i arbitrari del món dels adults". En una crítica de USA Today, Bob Minzesheimer va assenyalar optimista que la novel·la contenia: "l'esperança que sorgeix de la desesperació. Fins i tot en un futur distòpic, no hi ha un futur millor".
Minzesheimer també va donar importància a la qüestió central de "real o no real?", que s'utilitza en tota la novel·la entre Katniss i altres personatges. Susan Carpenter, de Los Angeles Times també ho va assenyalar: "L'ocell de la revolta porta als lectors a nous territoris i un món encara més brutal i confús; un on no es té clar de quin costat estan els personatges, un on les lleialtats són presumptuoses i en repetides ocasions fan dubtar".

## Publicació
L'Ocell de la revolta es va publicar per primer cop als Estats Units i el Canadà el 24 d'agost de 2010. Al Regne Unit, Nova Zelanda i Austràlia van rebre el llibre un dia després, el 25 d'agost de 2010. Scholastic Audio va publicar l'àudiollibre simultàniament el 24 d'agost de 2010.

### Vendes
El llibre va tenir una tiratge de 1,2 milions de la primera impressió que va tenir una tirada inicial de 750.000 còpies. En la primera setmana de publicació, el llibre va vendre més de 450.000 còpies. Després d'això, Scholastic va publicar una tirada addicional de 400.000 còpies, de manera que el tiratge inicial va ser de 1,6 milions de dòlars. El president de Scholastic Trade, Ellie Berger, va dir que les vendes "havien superat totes les expectatives". El llibre també es va publicar en format de llibre electrònic i les vendes van arribar a la primera posició a la setmana del 29 d'agost de 2010, superant Els homes que no estimaven les dones que havia ocupat el primer lloc des de l'abril. Els altres llibres d'Els jocs de la fam també han aparegut en les deu primeres posicions, amb el primer llibre en el cinquè i el segon llibre en el vuitè lloc.

## Publicació

### Promoció

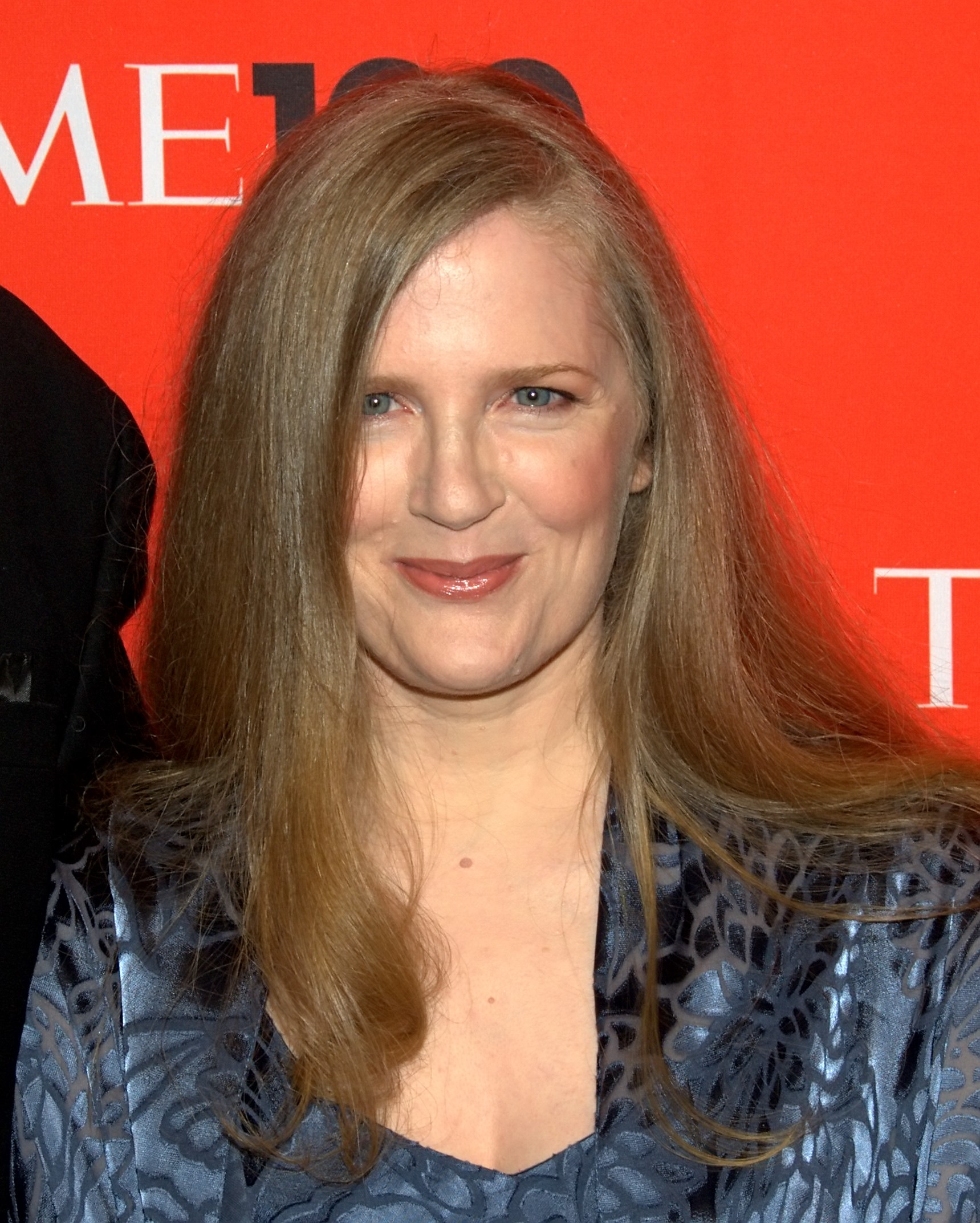
Suzanne Collins, autora de la novel·la

Per promoure el llançament de L'ocell de la revolta, moltes llibreries van dur a terme festes de mitjanit. L'acte oficial a Nova York va comptar amb la presència de Collins, i incloïa moltes activitats, com a lectura de tarot, un mag, malabaristes i maquilladors. Els premis, com ara còpies signades de En flames i tasses amb temàtica dels Jocs de la Fam es van sortejar. Una vegada que Collins va arribar, va llegir el primer capítol de la novel·la, explicant que ella llegia amb accent narrador de Katniss, que és dels Apalatxes. A mitjanit, les còpies es venien amb un segell de la signatura de Collins que tenia una lesió a la mà i no va poder signar.
Abans del llançament, Scholastic també va publicar un tràiler per al llibre, va posar en marxa una pàgina a Facebook que va guanyar més de 22000 seguidors en 10 dies, i va realitzar un concurs per a llibreries perquè poguessin guanyar la visita de Collins i va posar un rellotge de compte enrere en línia per a la data de llançament. També hi va haver anuncis per al llibre en els llocs web com ara Entertainment Weekly i Romantic Times. National Entertainment Collectibles Association també va vendre altres productes com ara samarretes, cartells, jocs i polseres. Collins també va fer un "Districte-13 Bloc Tour", on 13 guanyadors van rebre una còpia gratuïta de L'ocell de la revolta el 24 d'agost de 2010. També es va fer un recorregut que començava a Books of Wonder a Nova York. La gira va acabar el 6 de novembre de 2010, a Third Place Books  a Lake Forest Park, Washington.

### Crítica
L'Ocell de la revolta  ha rebut crítiques positives dels crítics, però, es va assenyalar que hi va haver una caiguda del suspens entre En flames i l'inici de L'ocell de la revolta. Nicole Sperling de la revista Entertainment Weekly li va donar el llibre una B+, i va dir: "Collins ha col·locat la brutal violència a un nivell superior en una trama que et manté al tall del teu seient". Publishers Weekly va qualificar el llibre com "el millor fins ara, una bella orquestrada i una novel·la intel·ligent, que té èxit en tots els nivells ". La revisió va arribar a elogiar el "comentari agut social i la construcció del món enginyós". Kirkus Reviews li va donar a L'ocell de la revolta una ressenya estelada, dient que el llibre és exactament el que els seus fans estan buscant i que "va a apoderar-se d'ells i no els deixarà anar". Susan Carpenter, de Los Angeles Times va comparar el camp de batalla a l'Iraq i va dir que el llibre és tan original com el primer de la sèrie, acabant la revisió amb un "Wow".
Nancy Knight de The Baltimore Sun, va comentar que el llibre "acaba en una nota aparentment feliç, però els efectes punyents de la guerra i la pèrdua no són tan dolços", i que hi haurà lectors que pensaran en els efectes de la guerra a la societat. Katie Roiphe de The New York Times va dir que és "la història adolescent perfecta amb la seva fúria exquisidament refinada contra el poder cruel i arbitrari del món adult". No obstant això, ha criticat que no estava "impecablement traçada", com Els Jocs de la Fam '. Bob Minzesheimer d'USA Today li va donar al llibre, tres de quatre estrelles.
Mentre que una revisió de The Sacrament0 Bee va elogiar les escenes d'acció i la batalla al Capitoli, el crític també va criticar Collins per no donar prou temps per acabar de lligar tots els caps per lligar, "la decepció amb l'èxit de L'ocell de la revolta és principalment per com Collins comença la seva recta final. És gairebé com si no hi dediqués prou temps o per no poder posar més capítols per gestionar-ho i lligar els caps ".

## Adaptació cinematogràfica
Se'n va fer una adaptació cinematogràfica en dues parts. La primera, anomenada The Hunger Games: Mockingjay – Part 1 es va estrenar el 2014 i la segona, The Hunger Games: Mockingjay – Part 2 es va estrenar el 2015.